# Гавич, Ирина Константиновна
Ирина Константиновна Гавич (1922—2006) — советский и российский учёный-гидрогеолог, доктор геолого-минералогических наук (1973), профессор (1975). Заслуженный деятель науки России (1995). Лауреат Государственной премии СССР в области науки и техники (1986).

## Биография
Родилась 25 июля 1922 года в городе Москва.
В 1940 году после окончания аэроклуба Осоавиахима при Метрострое, поступила в Московский авиационный институт. С 1942 года добровольцем ушла на фронт, участник Великой Отечественной войны. До 1944 года служила в зенитных войсках по защите неба Москвы.
В 1949 году окончила Московский геолого-разведочный институт имени С. Орджоникидзе. С 1949 по 1952 годы работала инженером кафедры гидрогеологии и училась в аспирантуре. В 1953 году защитила кандидатскую диссертацию. Учителями И. К. Гавич были — академик Ф. П. Саваренский, член-корреспондента АН СССР Г. Н. Каменский, профессор П. П. Климентов.
С 1952 по 2002 годы работала — ассистентом, доцентом (в 1961 году — получила звание доцент) и профессором (в 1975 году — получила звание профессор) на кафедре гидрогеологии МГРИ имени С. Орджоникидзе. В 1973 году защитила докторскую диссертацию по теме: «проблемы теории и практики применения моделирования в гидрогеологии». В 1986 году И. К. Гавич, за монографию «Основы гидрогеологии» в 6 томах стала лауреатом Государственной премии СССР.
И. К. Гавич являлась ведущим специалистом в области динамики подземных вод, моделирования процессов геофильтрации, мелиоративной гидрогеологии, оценки запасов подземных вод, прогноза режима и баланса подземных вод, методов охраны подземных вод от истощения и загрязнения. И. К. Гавич было опубликовано более 200 работ, в том числе 20 учебников, учебных пособий и монографий. И. К. Гавич было подготовлено около 30 докторов и кандидатов наук. Учебник «Гидрогеодинамика» был переведён на английский язык и издан в Нидерландах. Под научным руководством И. К. Гавич подготовлена и издана монография «Методы охраны подземных вод от загрязнения и истощения», в написании которой участвовали специалисты Софийского горно-геологического института.
Умерла 30 сентября 2006 года в Москве.

## Награды
- Орден Отечественной войны II степени (6 апреля 1985)
- Орден Трудового Красного Знамени
- Медаль «За победу над Германией в Великой Отечественной войне 1941—1945 гг.»
- Медаль ордена «За заслуги перед Отечеством» II степени (1998)

### Примии
- Государственная премия СССР в области науки и техники (1986) — за монографию «Основы гидрогеологии» в 6 томах (1980—1984)

### Звания
- Заслуженный деятель науки Российской Федерации (6 января 1995) — за заслуги в научной деятельности